# Club Atlético Alumni (Villa María)
El Club Atlético Alumni es un club de fútbol argentino, de la ciudad de Villa María en Córdoba. Fue fundado el 4 de abril de 1934 y juega en el Torneo Regional Federal Amateur.
Proviene de la liga regional, Liga Villamariense de Fútbol, de la 5.ª categoría para los clubes indirectamente afiliados a la AFA, en donde es el máximo campeón con 21 títulos. El equipo paralelo que compite en la liga local se lo conoce como Alumni.
Cuenta con un gran sistema de inferiores que actualmente está disputando el torneo regional amateur.
Las categorías que disputan este torneo en el año 2025 son:
Sub-13
Sub-15 
Sub-17
Muchas de estas cuentan con grandes jugadores como:
Valentino Martín (sub-13)
Joaquín Cárdenas (sub-13)
Mateo Ponce (sub-13) 
Bautista Morre (sub-13)
Benicio Depetris (sub-13)
Bautista Piccinini (sub-15)
Lucas Casas (sub-15)
Bautista Páez (sub-15)
Galo Franco (sub-15)
Benjamin Domínguez (sub-17)
Pedro Zazu (sub-17)
Mateo Gill (sub-17)
Lionel Messi (sub-40)

## Reseña histórica

### Fundación
El Club Atlético Alumni nace a causa de la fusión de otros dos clubes de Villa María: el Club Blanco y Negro y el Club Internacional, el 4 de abril de 1934.
El club nace bajo la conducción de Faustino A. Castillo, Renato Risso, Atilio Trevisán (h), José Vico, Arturo Gauna, Rogelio Ferrari y Rafael Pfeiffer.
Por entonces, la unión de dos clubes del barrio Villa Aurora, daban a luz al nuevo club de barrio, que luego, con el paso de los años y de los títulos, se transformaría en el club de la ciudad.
El nombre elegido por los fundadores, Atlético Alumni, fue en honor al primer cuadro glorioso que tuvo el fútbol argentino, el Alumni Athletic Club de los hermanos Brown desaparecido en 1911. Cierto es que desde allí, quizás por la buena suerte que acarreaba ese nombre, como así también por la osadía de sus dirigentes, el club villamariense fue ganando jerarquía en el fútbol local, provincial, nacional e internacional. Así, la institución sumó muchas copas importantes en sus vitrinas, y tuvo el privilegio de tener, entre sus filas, a figuras del fútbol nacional como el "Loco" Salinas, Miguel Ángel Ludueña, Luis Alberto Carranza, Roberto Monserrat, Hernán Medina, Nelson Ibáñez, etc.; además de ser dirigido por técnicos reconocidos como Miguel Ángel López, Miguel Brindisi y quien lo llevara al esplendor como el desaparecido Hernán Ríos.

### Primeros Logros
El primer título del club fue en el año 1937, en donde levantó por primera vez el trofeo de la Liga Villamariense de Fútbol. Luego repetiría la historia al alcanzar el título de campeón en los años 1945, 1948, 1950, 1957, 1958, 1965, 1967, 1969, 1970.

### Torneos Provinciales
En el año 1974 bajo la presidencia de Elio "el Moro" Hidalgo, Alumni se hizo conocer en toda la provincia y el interior del país. De su mano llegó el técnico Hernán Ríos y conformaron la dupla más ganadora del fútbol local, por todo esto, hoy en día, el profesionalismo del fútbol villamariense siempre les estarán agradecidos por sus valiosos aportes.
Alumni disputa los Torneos Regionales de 1976, 1978, 1979 y 1980 logrando importantes resultados pero nunca logrando la gloria máxima de clasificar al Torneo Nacional.
Buscando mejorar el nivel competitivo, Alumni se afilia a la Asociación Cordobesa de Fútbol en el año 1984.

#### Torneo Argentino B
Durante toda la década del '90, alcanza los títulos de Campeón de Córdoba en 1996 y en 1999.
El título de la ACF alcanzado en 1996 le dio derecho de participar en el Torneo Argentino B 1996/1997, logrando clasificar primero en la primera instancia de grupo y quedando afuera en la segunda instancia de grupo al clasificar tercero.
En 1999 luego de ganar la Liga Cordobesa de Fútbol, se desafilia, para volver a su liga de origen, la Liga Villamariense de fútbol, y desde que volvió a jugar en la LVF, salió campeón tres veces seguidas (2001, 2002 y 2003).
En 2001, clasifica al Torneo Interligas como campeón de la LVF. Alumni sale campeón de dicho torneo derrotando en la final a Sportivo Colonia Tirolesa. Luego de semejantes triunfos el Fortinero tuvo que afrontar dos torneos simultáneamente; debía jugar la edición 2001/2002 del Torneo Argentino B y también el Torneo Sudamericano a disputarse en Uruguay. Alumni participa en los dos torneos obteniendo buenos resultados.
Con todos los logros obtenidos, Alumni ya empezaba a sonar fuerte en todos los rincones del país y continuó representando a Villa María en los torneos nacionales de ascenso. En la temporada 2002/2003 participa nuevamente en el Torneo Argentino B (por ser campeón de la LVF '02), pero es en la temporada siguiente (2003/2004) donde consigue resultados excelentes (clasificó al ser campeón de la LVF '03). El Fortinero sale victorioso en seis fases del torneo y alcanza la tan preciada final. Sin embargo, no logra vencer a Candelaria de Misiones. Algunos días después Alumni tienen otra posibilidad de ascender jugando la promoción contra Gimnasia y Tiro de Salta y nuevamente le niegan el tan preciado ascenso. Sin embargo, el logro deportivo garantiza una plaza al Torneo Argentino B vip 2004/2005.
La temporada 2004/2005 tuvo nuevamente a Alumni como animador del Torneo Argentino B. El Fortinero llega a la final del Torneo Apertura, pero cae derrotado ante San Martín de Tucumán.
En la temporada 2005/2006, Alumni va con todo para obtener el ascenso.. En la misma empata en los 180 minutos contra Central Norte de Salta y cae derrotado por definición desde el punto penal. Sin embargo Arzubialde logró mantener alto el estado anímico de sus dirigidos y Alumni logró el ascenso al Argentino A, luego de derrotar por 5 a 2 en la general a General Paz Juniors de Córdoba en los partidos de promoción.
Esta es la historia de un club de barrio, que gracias a las increíbles hazañas de sus jugadores, la osadía de sus dirigentes y el aliento de su hinchada, logró transformarse en el equipo de la ciudad y logró traspasar las fronteras de la misma, de la provincia y hasta del país.
Hoy en día el club busca seguir creciendo, fortalecer su infraestructura (adquiriendo un predio deportivo) y enriquecer su historia para dejar de ser el equipo de la ciudad y transformarse en el equipo de la región.

## Clásicos
Su clásico rival es Leandro N. Alem, club de la aledaña ciudad de Villa Nueva, con el cual protagoniza el Clásico de la Liga.
Además, por su paso en el Torneo Argentino A y Torneo Argentino B (actual Torneo Federal B), tuvo “enfrentamientos clásicos” con clubes provinciales como: Sportivo Belgrano de San Francisco, Racing de Córdoba, Estudiantes de Río Cuarto

## Uniforme
- Uniforme titular: 
  - Camiseta: Bastones verticales rojos y blancos.
  - Pantalón: Rojo.
  - Medias: Rojas.

- Uniforme alternativo:
  - Camiseta: Negra con vivos rojos.
  - Pantalón: Negro.
  - Medias: Negras.

## Estadio
La Plaza Ocampo se encuentra ubicada en San Juan y Avenida Sabattini de la ciudad de Villa María, Córdoba. Tiene capacidad para 7000 espectadores, cabe destacar que Alumni alquila este estadio perteneciente a la Municipalidad.
Su estadio original, se encuentra en el barrio de Las Acacias, en el predio Mauro Rosales. En alusión a uno de los jugadores más famosos (Mauro Rosales) que haya pasado por el club.

## Jugadores

### Plantilla 2022
- Actualizado el 6 de Abril de 2022

Bajas
Nicolás Gayoso a Atenas (Río Cuarto)

### Jugadores famosos
Se detalla una lista de jugadores reconocidos, que han nacido futbolísticamente o tuvieron un paso por el club:
- Carlos Horacio Salinas.
- Miguel Ángel Ludueña.
- Luis Alberto Carranza.
- Nelson Ibáñez.
- Hernán Esteban Medina.
- Mauro Rosales.
- Julio Chiarini.
- Javier Sodero.
- Claudio Arzeno.
- Omar Rubén Rodríguez.
- Miguel Ángel López (futbolista), DT.
- Miguel Ángel Brindisi, DT.
- Carlos Herrera (futbolista)
- Roberto Monserrat.

## Goleadas

### A favor
- En Regionales de AFA 4-1 a Almafuerte en 1979.
- En Torneo Argentino A 4-0 a Club Cipolletti en 2010.
- En Torneo Argentino B 8-0 a Deportivo y Cultural Serrano en 2001-2002.
- En Liga Villamariense de Fútbol 9-1 a Fray Nicasio Gutiérrez en 2000 y 8-0 a Deportivo Silvio Pellico en 2002.
- En Liga Cordobesa de Fútbol 7-1 a Club Atlético San Lorenzo (Córdoba) en 1995, 6-0 a Club Sportivo Belgrano (San Francisco) en 1993 y 6-0 a Club Atlético General Paz Juniors en 1997.
- En Torneo Provincial 7-0 a Matienzo de Rufino en 2001.

### En contra
- En Regionales de AFA 0-2 contra Asociación Atlética Estudiantes de Río Cuarto.
- En Torneo Argentino A 0-4 contra San Martín de Mendoza en 2006, Racing de Córdoba en 2008, Boca Unidos en 2008 y Libertad de Sunchales en 2008.
- En Torneo Argentino B 0-5 contra 9 de Julio de Morteros en el 2002.

## Palmarés

### Ligas
| Competición                         | Títulos | Subcampeonatos |
| ----------------------------------- | --- | -------------- |
| Liga Villamariense de Fútbol (21/0) | 1937, 1945, 1948, 1950, 1957, 1958, 1965, 1967, 1969, 1970, 1975, 1977, 1978, 1979, 2001, 2002, Apertura 2003, Apertura 2005, Clausura 2009, Apertura 2014, Clausura 2014 y Clausura 2022(Récord) | Se desconoce.  |
| Liga Cordobesa De Fútbol (5/0)      | 1991, 1993, 1995, 1997 y 1999. | Se desconoce.  |

### Provincial
| Competición      | Títulos            | Subcampeonatos |
| ---------------- | ------------------ | -------------- |
| Provincial (3/2) | 1977, 1991 y 2001. | 1985 y 2023.   |

### Torneos internacionales
- Tercer puesto en el Torneo Sudamericano de Clubes Campeones del Interior (2001)
- Subcampeonato Torneo Sudamericano de fútbol amateur (1984)